# Daniel Barry (cyclisme)
Pour les articles homonymes, voir Barry.
Daniel Barry, né le 29 janvier 1988 à Nelson, est un coureur cycliste néo-zélandais.

## Palmarès et résultats

### Palmarès par année
- 2009
  - Main Divide Cycle Race
  - Benchmark Homes Series
- 2010
  - Circuit de la Claie
- 2011
  - 3e étape du Tour de Toona
  - Round the Mountain Classic
- 2012
  - 1re étape des Benchmark Homes Series
  - Tour de Lakes :
    - Classement général
    - 2e étape

  - 9e étape du Tour de Nouvelle-Calédonie
  - 6e étape du Tour de Southland
  - 3e des Benchmark Homes Series
- 2013
  - Sefton Classic
  - 2e du Beaumont Trophy
  - 3e du championnat de Nouvelle-Zélande du critérium
- 2014
  - 1re étape du Tour de Lakes
  - 2e du Tour de Vineyards
  - 3e de la Main Divide Cycle Race
  - 3e des Benchmark Homes Series
- 2015
  - 1re étape de la New Zealand Cycle Classic
  - Le Race
  -  Médaillé de bronze du championnat d'Océanie sur route

### Classements mondiaux
| Année            | 2013 | 2012 | 2014 | 2015 |
| ---------------- | ---- | ---- | ---- | ---- |
| UCI Oceania Tour | 39e  |      | 46e  | 8e   |